# Туйне, Хосе ван
Хосе Даниэль ван Туйне (исп. José Daniel van Tuyne; род. 13 декабря 1954, Росарио, Аргентина) — аргентинский футболист голландского происхождения, защитник.

## Биография
Хосе ван Туйне начинал свою профессиональную футбольную карьеру в 1974 году в аргентинском «Росарио Сентрале». Далее он выступал за «Тальерес» из Кордовы и «Расинг», перебравшись в колумбийский «Мильонариос» в 1982 году. За колумбийцев ван Туйне отыграл три сезона, после чего закончил профессиональную карьеру футболиста в 1984 году.
Хосе ван Туйне попал в состав сборной Аргентины на чемпионате мира 1982 года. Однако ни в одном из пяти матчей Аргентины на турнире Хосе ван Туйне не провёл ни одной минуты на поле.